# Franciszek Rosłaniec
Franciszek Rosłaniec (ur. 19 grudnia 1889 w Wyśmierzycach, zm. w październiku 1942 w Hartheim) – błogosławiony Kościoła katolickiego, męczennik II wojny światowej, polski duchowny katolicki, profesor i dziekan Wydziału Teologii Katolickiej Uniwersytetu Warszawskiego, teolog biblista.

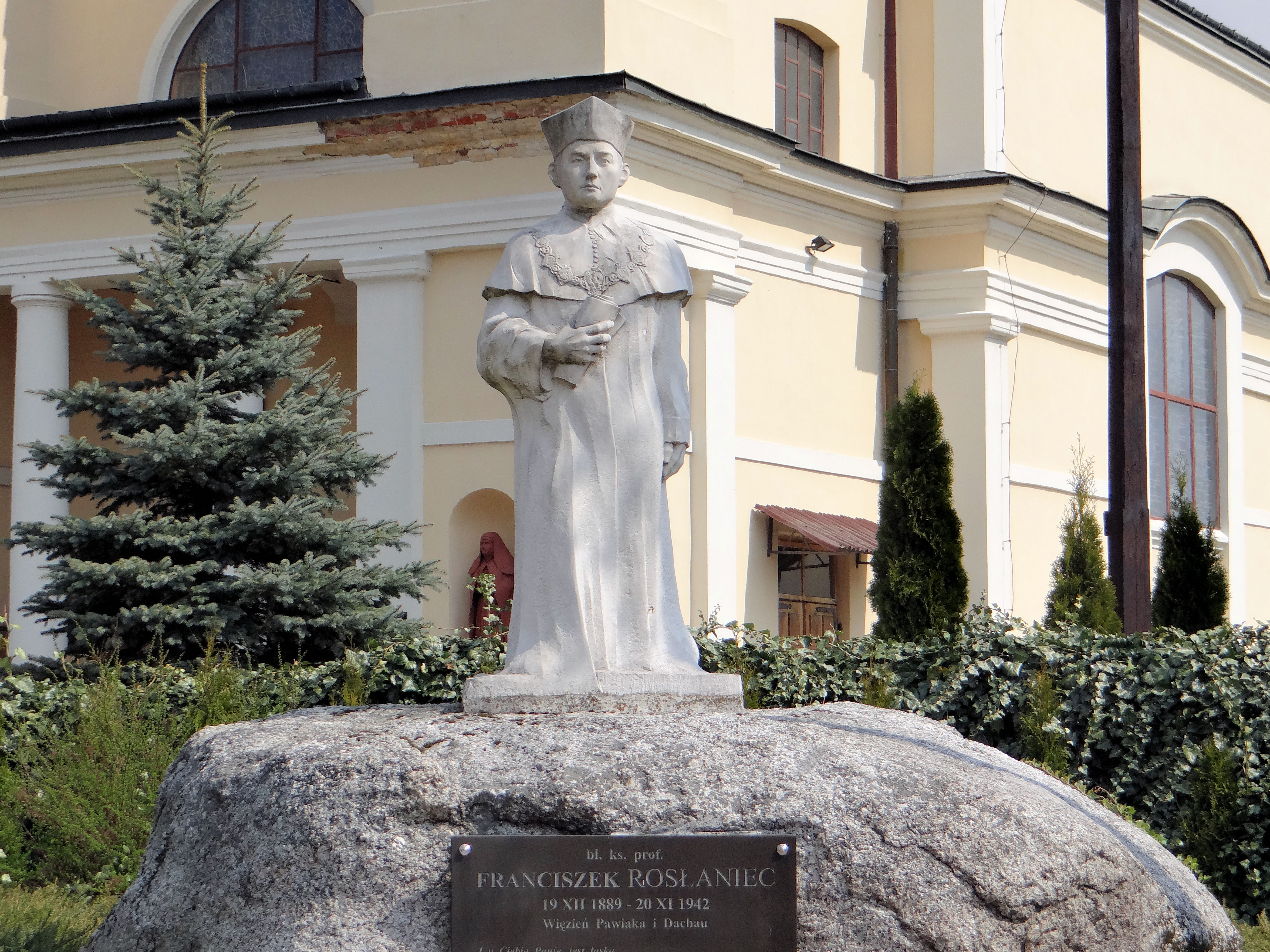
Pomnik bł. Franciszka Rosłańca w Wyśmierzycach przed kościołem pw. św. Teresy z Ávili

## Życiorys
Studiował na uniwersytecie biblijnym w Rzymie. Uczestnik strajku szkolnego w Wyśmierzycach w 1905. Ukończył WSD w Sandomierzu. Studiował w Rzymie. Tam w 1914 otrzymał święcenia kapłańskie z rąk kard. Basilio Pompilja. Po powrocie do Polski był profesorem i dziekanem teologii na Uniwersytecie Warszawskim. Przez 19 lat prowadził zajęcia jako wykładowca teologii bibijnej, historii egzegezy, archeologii i historii biblijnej. Był jednym z pionierów teologii biblijnej na terenie Polski. Wraz z innymi biblistami stworzył najbardziej dynamiczny ośrodek biblijny w Polsce okresu międzywojennego.
Działał w Polskim Towarzystwie Teologicznym w Warszawie, gdzie był sekretarzem w latach 1934-1935. Udzielał się jako kurator Sodalicji Młodzieży Akademickiej. Piastował stanowisko zastępcy kuratora Koła Teologicznego Studentów. Przez wiele lat prowadził publiczne odczyty z biblistyki i publikował popularnonaukowe artykuły w „Przeglądzie Katolickim” i „Głosie Kapłańskim”. Był również kapelanem w Przytulisku przy ul. Belwederskiej, spowiednikiem i kapelanem Sióstr Westiarek Jezusa oraz spowiednikiem przy Zakładzie Wychowawczym dla Sierot przy ul. Brackiej w Warszawie.
Aresztowany w listopadzie 1939, po pobycie w kolejnych więzieniach osadzony w niemieckim obozie koncentracyjnym Sachsenhausen (KL), a następnie w obozie koncentracyjnym Dachau. W połowie października 1942 został wywieziony do niemieckiego ośrodka eutanazyjnego w zamku Hartheim i tam zamordowany w komorze gazowej. Według oficjalnego powiadomienia władz obozowych miał umrzeć 20 listopada 1942.

W jednym z ostatnich listów pisał:

Teraz coraz lepiej rozumiem i coraz bardziej jestem przekonany, że najpiękniejsza i najważniejsza, ale dla nas najtrudniejsza modlitwa, to modlitwa Chrystusa w ogrodzie Oliwnym: Ojcze, niech się dzieje Twoja wola. Usiłuję tę modlitwę wymawiać codziennie i z głębokim przekonaniem i żywą wiarą w "Ojcze nasz" i pozostawać zawsze w najściślejszym zjednoczeniu z Chrystusem. Jestem dumny, że mogę trochę więcej dla Niego i z Nim cierpieć.

Ks. Franciszek miał opinię kapłana żywej i głębokiej wiary i jako takiego beatyfikował papież Jan Paweł II 13 czerwca 1999 w grupie 108 błogosławionych męczenników.